# Armenversorgungs- und Beschäftigungsanstalt (München)

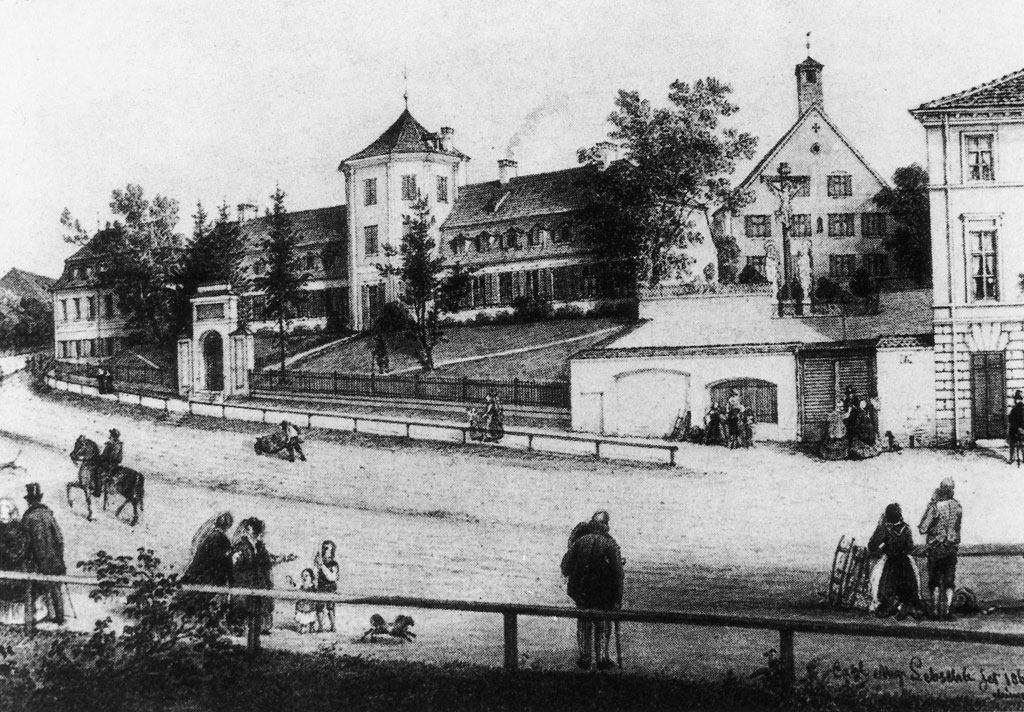
Das vor 1861 bestehende Armenhaus am Gasteig

Die Armenversorgungs- und Beschäftigungsanstalt in München war ein ab dem Jahr 1861 nach einem Plan des späteren Münchner Stadtbaurats Arnold Zenetti ausgeführter Sozialbau am Gasteig 2 in München-Haidhausen.

## Geschichte
Die Münchner Armendeputation erwarb im Jahr 1795 die ehemalige Sternwarte am Münchner Gasteig als Armenversorgungshaus. Die Anlage wurde in der Folge vergrößert, erwies sich aber in der Mitte des 19. Jahrhunderts als zu klein. Im Jahr 1854 erstellte Arnold Zenetti deshalb eine erste Planung für eine Armenversorgungsanstalt, die aber nicht ausgeführt wurde. Der Neubau wurde schließlich ab 1861 nach neuen Planungen Zenettis errichtet. Das Gebäude diente zuletzt als städtisches Altersheim. 1974 wurde es trotz einer Eintragung in die Denkmalliste und öffentlicher Proteste abgebrochen. Auf dem Gelände wurde ab 1978 das Kulturzentrum am Gasteig mit einem großen Konzertsaal errichtet.

## Anlage
Der Zenetti-Bau war eine zweiflügelige, L-förmige Anlage, die um einen Gartenhof angeordnet war. Von der Planung aus dem Jahr 1854, die drei parallele Flügelbauten vorgesehen hatte, unterschied er sich auch durch die doppelt gestellten Fenster.